# ハン・ゴンジュ 17歳の涙
『ハン・ゴンジュ 17歳の涙』（はん・ごんじゅ じゅうななさいのなみだ、原題：한공주）は、2014年公開の韓国映画。2004年に起きた女子中学生集団暴行事件を、今作が初監督作品となるイ・スジンが映画化した。第18回釜山国際映画祭など各国の映画賞を受賞。主演のチョン・ウヒはこの作品で第35回青龍映画賞主演女優賞を受賞した。

## ストーリー
中学生の時に起きた集団暴行事件のため転校を余儀なくされた17歳の少女ハン・ゴンジュ（チョン・ウヒ）は、元担任の母の家に居候しながら新しい生活を始める。学校に馴染むこともできず、離れて暮らす両親からも冷たくあしらわれるゴンジュだったが、たまたまゴンジュの歌声を聴いた同級生らと次第に仲良くなる。新しい場所で次第に居場所を見つけて立ち直ろうとするゴンジュだったが、忌まわしい事件の影が彼女を再び傷つけていく。

## キャスト
- ハン・ゴンジュ：チョン・ウヒ
- ウニ：チョン・インソン
- ファオク：キム・ソヨン
- キム・ドンユン：キム・ジェヨンジュン
- ミノ：キム・ヒョンジュン
- 先生：チョ・デヒ
- 先生の母：イ・ヨンナン
- 派出所所長：クォン・ボムテク
- ゴンジュの父：ユ・スンモク
- ゴンジュの母：ソン・ヨジン

## 受賞歴
- 第13回マラケシュ国際映画祭：大賞
- 第43回ロッテルダム国際映画祭：最高賞（イ・スジン）
- 第34回韓国映画評論家協会賞：脚本賞（イ・スジン）
- 第34回韓国映画評論家協会賞：主演女優賞（チョン・ウヒ）
- 第35回青龍映画賞：新人監督賞（イ・スジン）
- 第35回青龍映画賞：主演女優賞（チョン・ウヒ）